# Popa Hill
Popa Hill är en kulle i Myanmar.   Den ligger i regionen Mandalayregionen, i den centrala delen av landet, 160 km nordväst om huvudstaden Naypyidaw. Toppen på Popa Hill är 1 477 meter över havet.
Terrängen runt Popa Hill är huvudsakligen kuperad. Popa Hill är den högsta punkten i trakten. Runt Popa Hill är det ganska tätbefolkat, med 172 invånare per kvadratkilometer. Omgivningarna runt Popa Hill är en mosaik av jordbruksmark och naturlig växtlighet.